# Hummus
Hummus (tiếng Ả Rập: حُمُّص ḥummuṣ, "đậu hồi") là một món ăn Trung Đông và Ả Rập làm từ đậu hồi nấu chín nghiền nhuyễn trộn với xốt tahini (bơ vừng), dầu ô liu, nước cốt chanh muối và tỏi. Ngày nay, nó phổ biến trên toàn Trung Đông, Thổ Nhĩ Kỳ, Bắc Phi, Maroc và các cộng đồng ẩm thực Trung Đông trên thế giới.

## Lịch sử

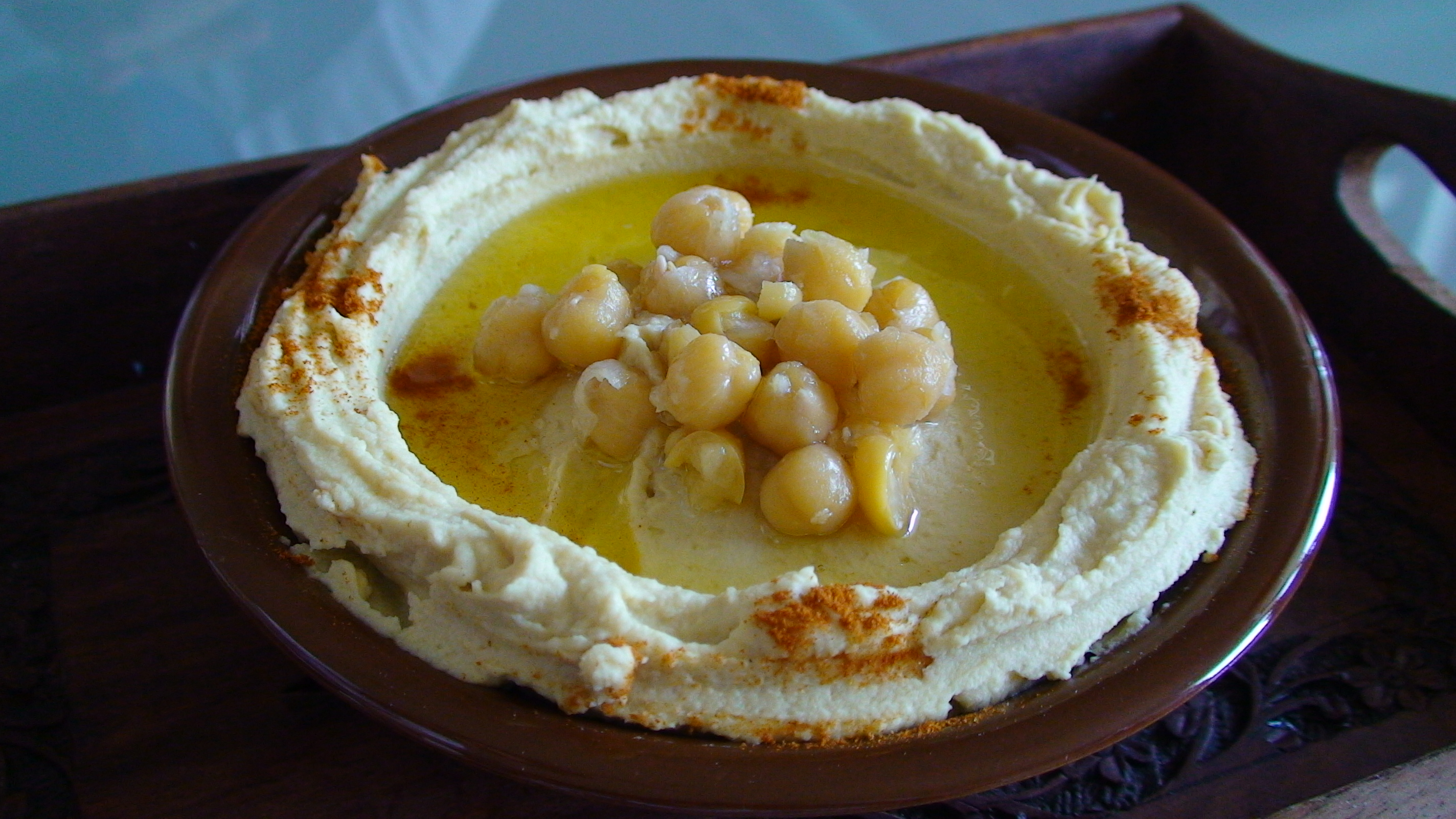
Hummus trang trí với đậu hồi để nguyên hột và dầu olive

Các công thức nấu ăn lâu đời nhất được biết đến cho một món ăn tương tự như hummus bi tahina được ghi lại trong sách nấu ăn được viết ở Cairo vào thế kỷ 13. Đậu hồi nấu và nghiền nhỏ với dấm và chanh ngâm với các loại thảo mộc, gia vị và dầu, nhưng không có tahini hoặc tỏi, xuất hiện trong Kanni al-Fawa'id fi Tanwi 'al-Mawa'id; Đậu hồi nấu nghiền và tahini gọi là hummus kasa xuất hiện trong Kitab Wasf al-Atima al-Mutada: được pha với dấm (mặc dù không phải chanh), nhưng nó cũng chứa nhiều gia vị, thảo mộc, và các loại hạt, và không tỏi. Nó cũng được phục vụ bằng cách lăn nó ra và ủ qua đêm, mà có lẽ cho nó một kết cấu rất khác với hummus bi tahina. Thật vậy, các thành phần cơ bản của nó - đậu hồi, vừng, chanh, và tỏi - đã được ăn trong vùng trong hàng thiên niên kỷ. Mặc dù đậu hồi được ăn rộng rãi trong khu vực, và chúng thường được nấu trong món hầm và các món ăn nóng khác, đậu hồi nấu nghiền ăn lạnh với tahini không xuất hiện trước thời kỳ Abbasid ở Ai Cập và Levant.

### Tranh giành xuất xứ
Người Do Thái cho đây là món ăn của họ, cho là nó đã được ghi trong kinh thánh Do Thái giáo từ 3.500 năm trước. Lebanon lại cáo buộc Israel đã kiếm chác trên cái mà họ coi là phải thuộc về di sản, danh tiếng và tài sản của Lebanon. Giận dữ về việc món hummus được mọi người biết đến và được quảng cáo khắp nơi ở phương Tây như một món ăn của Israel, tháng 10 năm 2008 Hiệp hội Các nhà tư bản công nghiệp Lebanon đã kiện Israel về tội vi phạm luật bản quyền đối với món ăn này. Chính phủ Lebanon cũng đã yêu cầu EU công nhận món hummus là đồ ăn Lebanon.. Nhưng cả hai nỗ lực đó đều không đem lại kết quả mong muốn.

#### Kỷ lục
Vào năm 2009, theo đề nghị Fadi Abboud, Bộ trưởng Du lịch, một đĩa hummus khổng lồ nặng chừng 2.000 kg, được làm ra và ghi nhận vào Sách Kỷ lục Thế giới Guinness. Để đáp trả, Jawdat Ibrahim, một quán chuyên làm món hummus nổi tiếng ở Abu Ghosh, Israel, đã phục vụ món hummus trên một chảo anten vệ tinh có đường kính 6,5m, với chừng 4.000 kg hummus trên đó. Người Lebanon lại đáp lại bằng cách làm đĩa hummus nặng 10.452 kg, bằng số cây số vuông diện tích lãnh thổ Lebanon. Họ vẫn giữ kỷ lục đó từ 2010 tới nay.

## Dinh dưỡng
Hummus giàu sắt và vitamin C và chứa một lượng đáng kể folate và vitamin B6. Đậu hồi là nguồn dinh dưỡng giàu protein và chất xơ; xốt tahini phần nhiều chứa hạt mè, vốn rất giàu amino axít methionine. Dựa trên công thức, hummus chứa một lượng không xác định chất béo không bão hòa đơn. Hummus hữu dụng cho người ăn chay và ăn kiêng, nó đóng vai trò nguồn đạm khi ăn với bánh mì.